# Nueve de Julio (Corrientes)
Nueve de Julio – miasto w Argentynie, położone w zachodniej części prowincji Corrientes.
Przez miasto przebiega droga krajowa RN123. 